# Šaban Bajramović
Šaban Bajramović (em sérvio cirílico: Шабан Бајрамовић) (Niš, 16 de abril de 1936 – Niš, 8 de junho de 2008) foi um cantor Rom nascido na Sérvia (então pertencente ao Reino da Iugoslávia).
Durante sua vida, sua popularidade e influência renderam-lhe o título não-oficial de “rei dos roms” (ou “rei dos ciganos”). Bajramović é também por vezes citado como autor de Gelem Gelem, hino oficial do povo rom.

## Biografia
Nascido na cidade de Niš, Šaban Bajramović passou boa parte da infância nas ruas, tendo abandonado a escola depois de apenas quatro anos de estudos.
Aos 19 anos desertou do serviço militar pelo amor de uma jovem e, ao ser capturado, foi mandado à prisão da ilha de Goli otok. Durante seus anos na ilha, destacou-se como goleiro da equipe de futebol e como integrante da banda da prisão, que tocava majoritariamente jazz (principalmente Louis Armstrong e Frank Sinatra). Bajramović costumava dizer que essa experiência formou sua filosofia de vida, e que uma pessoa que nunca esteve na prisão não podia se considerar de fato uma pessoa.
Após sair de Goli otok, teve início sua prolífica carreira musical. Seu primeiro disco foi gravado em 1964, e a partir de então o sucesso lhe valeu o reconhecimento de líderes como o presidente da Iugoslávia, Tito, e os indianos Nehru e Indira Gandhi.
Com os passar dos anos, porém, sua popularidade, bem como sua saúde, foram declinando consideravelmente. No princípio dos anos 2000, Šaban encontrava-se relativamente esquecido quando o produtor bósnio Dragi Šestić, do projeto Mostar Sevdah Reunion, convidou-o para gravar um disco com o grupo. Lançado em 2001, o álbum A Gypsy Legend ajudou a colocar o nome do cantor novamente em evidência, além de apresentá-lo a novas audiências ao redor do mundo.
Seguiram-se então participações em diversos projetos, como em discos do músico bósnio Goran Bregović e do grupo romeno Fanfare Ciocărlia.
Faleceu em 8 de junho de 2008, vítima de um ataque cardíaco. Estima-se que aproximadamente 10,000 pessoas tenham comparecido ao seu funeral, dentre elas o então presidente da Sérvia Boris Tadić.

## Discografia (parcial)
Álbuns de estúdio
- A šunen romalen - Slušajte me ljudi (1980)
- Šaban Bajramović (1981)
- Tu romnije (1981)
- Umirem - Kamerav (1982)
- Mesium čaveja tari Jugoslavija (1983)
- Sudbina si murni (1984)
- Pijanica (1986)
- Zvezda, zvezda (1995)
- Kalamange avera (1995)
- Kasandra (1997)
- Dobio sam unuka (1999)
- A Gypsy Legend (2001)
- Šaban (2006)